# Адъюдикация
Адъюдика́ция — юридический термин, характеризующий способ предотвращения и урегулирования разногласий и споров, при котором независимые эксперты (Совет по спорам) сопровождают ход проекта, наблюдают за осуществлением работ и помогают решать возникающие вопросы по запросу сторон или по собственной инициативе.
В Российской империи адъюдикация означала передачу собственности или утверждение какого-либо другого вещного права (как, например, поземельной повинности) посредством судебного приговора. Власть эта принадлежала судье исключительно в спорах из-за дележа, где дело идёт о разложении общей собственности, о разделении наследства, а также в спорах из-за границы, поскольку здесь судья в случае, если нельзя найти настоящую границу, может рассматривать спорный участок как общее достояние.
Во всех этих случаях конечной целью процесса являлся не простой судебный приговор, но разделение общности, а это последнее может быть достигнуто не иначе, как уничтожением прежнего юридического отношения и заменой его новым — таким, например, образом, что судья предоставлял исключительную собственность над общим прежде имуществом одному из совладельцев, обязав его за это вознаградить приличным образом остальных.
Кроме того, адъюдикация означает ещё присуждение вещи, продаваемой с публичного торга, тому, кто больше всех предлагает за неё. В некоторых законодательствах адъюдикация называется не самое присуждение собственности, а передача её судебным порядком по уплате покупной цены (как, например, по саксонским законам XIX века).